# Nicolas Osseland
Nicolas Osseland (ur. 22 sierpnia 1978 w Laxou) – francuski łyżwiarz figurowy, startujący w parach sportowych. Uczestnik igrzysk olimpijskich (1998), mistrzostw Europy oraz medalista mistrzostw Francji. Zakończył karierę amatorską w 2002 roku i został trenerem łyżwiarstwa w Luksemburgu.

## Kariera
W zawodach juniorskich debiutował z Sabriną Lefrançois. Na mistrzostwach świata juniorów zajmowali kolejno czwarte i piąte miejsce w roku 1997 i 1998. Wzięli udział w Zimowych Igrzyskach Olimpijskich 1998 w Nagano, gdzie zajęli 17. miejsce.
Następnie w latach 2000–2002 występował z Marie-Pierre Leray. W sezonie 2000/2001 zostali brązowymi medalistami mistrzostw Francji i zajęli trzecie miejsce na Golden Spin of Zagreb. Na Zimowej Uniersjadzie 2001 w Zakopanem uplasowali się tuż za podium. W drugim i ostatnim wspólnym sezonie wzięli udział w zawodach z cyklu Grand Prix, mistrzostwach Europy i wywalczyli wicemistrzostwo Francji. 
Osseland zakończył karierę w 2002 r. i został trenerem łyżwiarstwa w Luksemburgu.

## Osiągnięcia

### Z Leray
| Zawody                | 00–01          | 01–02          |                |                |                |                |                |                |                |                |                |                |                |                |                |                |                |
| Międzynarodowe        | Międzynarodowe | Międzynarodowe | Międzynarodowe | Międzynarodowe | Międzynarodowe | Międzynarodowe | Międzynarodowe | Międzynarodowe | Międzynarodowe | Międzynarodowe | Międzynarodowe | Międzynarodowe | Międzynarodowe | Międzynarodowe | Międzynarodowe | Międzynarodowe | Międzynarodowe |
| --------------------- | -------------- | -------------- | -------------- | -------------- | -------------- | -------------- | -------------- | -------------- | -------------- | -------------- | -------------- | -------------- | -------------- | -------------- | -------------- | -------------- | -------------- |
| Mistrzostwa Europy    |                | 9              |                |                |                |                |                |                |                |                |                |                |                |                |                |                |                |
| GP Sparkassen Cup     |                | 9              |                |                |                |                |                |                |                |                |                |                |                |                |                |                |                |
| GP Trophée Lalique    |                | 7              |                |                |                |                |                |                |                |                |                |                |                |                |                |                |                |
| Golden Spin of Zagreb | 3              |                |                |                |                |                |                |                |                |                |                |                |                |                |                |                |                |
| Uniwersjada           | 4              |                |                |                |                |                |                |                |                |                |                |                |                |                |                |                |                |
| Krajowe               |                |                |                |                |                |                |                |                |                |                |                |                |                |                |                |                |                |
| Mistrzostwa Francji   | 3              | 2              |                |                |                |                |                |                |                |                |                |                |                |                |                |                |                |

### Z Lefrançois
| Zawody                                | 95–96          | 96–97          | 97–98          |                |                |                |                |                |                |                |                |                |                |                |                |                |                |
| Międzynarodowe                        | Międzynarodowe | Międzynarodowe | Międzynarodowe | Międzynarodowe | Międzynarodowe | Międzynarodowe | Międzynarodowe | Międzynarodowe | Międzynarodowe | Międzynarodowe | Międzynarodowe | Międzynarodowe | Międzynarodowe | Międzynarodowe | Międzynarodowe | Międzynarodowe | Międzynarodowe |
| ------------------------------------- | -------------- | -------------- | -------------- | -------------- | -------------- | -------------- | -------------- | -------------- | -------------- | -------------- | -------------- | -------------- | -------------- | -------------- | -------------- | -------------- | -------------- |
| Igrzyska olimpijskie                  |                |                | 17             |                |                |                |                |                |                |                |                |                |                |                |                |                |                |
| Mistrzostwa Europy                    |                | 12             |                |                |                |                |                |                |                |                |                |                |                |                |                |                |                |
| Międzynarodowe: Kategorie młodzieżowe |                |                |                |                |                |                |                |                |                |                |                |                |                |                |                |                |                |
| Mistrzostwa świata juniorów           |                | 4              | 5              |                |                |                |                |                |                |                |                |                |                |                |                |                |                |
| JGP na Słowacji                       |                |                | 2              |                |                |                |                |                |                |                |                |                |                |                |                |                |                |
| Blue Swords                           |                | 3 J            |                |                |                |                |                |                |                |                |                |                |                |                |                |                |                |
| Krajowe                               |                |                |                |                |                |                |                |                |                |                |                |                |                |                |                |                |                |
| Mistrzostwa Francji                   | 4              | WD             |                |                |                |                |                |                |                |                |                |                |                |                |                |                |                |